# 畜産科
畜産科（ちくさんか）は、家畜の繁殖などの基本的な知識と技術を修得させる学科。農業科の専門科目のうち、「畜産実習」などを中心に学習し、畜産等の基礎基本を学ぶ。

## 畜産科のある学校
- 茨城県立水戸農業高等学校
- 千葉県立旭農業高等学校
- 兵庫県立但馬農業高等学校
- 広島県立西条農業高等学校
- 愛媛県立野村高等学校
- 佐賀県立神埼清明高等学校
- 熊本県立熊本農業高等学校
- 宮崎県立都城農業高等学校
- 宮崎県立高鍋農業高等学校